# 東京マラソン2010
東京マラソン2010（とうきょうマラソン2010、Tokyo Marathon 2010）は、2010年2月28日に東京都内の日本陸上競技連盟公認コース（一部カテゴリのみ）で行われた、通算4回目となる東京マラソンである。

## 概要
- 開催日は、3月下旬の開催となった前回からさらに見直され、2月の第4日曜日となる2月28日となっている。
- 参加定員が一部見直され、マラソンの定員が前回より2,000人増えて32,000人に、一方で10kmの定員が2,000人減って3,000人となる。
- 参加申込期間がこれまでの半分に短縮されたが、申込者数は過去最多の311,441人となった[1]。
- 本大会の人出は、166万人（沿道人数116万人、東京大マラソン祭観客数50万人）だった[2]。
- 男子フルマラソンの部は、その次の週に行われたびわ湖毎日マラソンとともに、11月に中国・広州市で行われる予定の第16回アジア競技大会代表選手選考競技会を兼ねる。
- 前回大会に引き続き、賞金制度が導入された。

## 参加資格
基本的に前回大会と同様となる。メディア向けの特別枠の割り当てについては、読売新聞グループと日テレに対しての割り当てが行われた。

### フルマラソン
- 一般：
  - 大会当日満19歳以上、6時間40分以内に完走できる男女（障害者、本大会が推薦する国内・国外の者を含む）
- エリート：
  - 日本陸上競技連盟登記・登録競技者で、申込期日までに日本陸上競技連盟の公認競技会で一定の記録を出した男女競技者
  - 日本陸上競技連盟が推薦する男女競技者
- 車いす：レース仕様車で2時間10分以内に完走できる男女計25人

### 10km走
10km走のコースは陸連に公認されていないため、公式記録扱いとならない。
- 一般：大会当日満16歳以上で、1時間30分以内に完走できる男女（本大会が推薦する国内・国外の競技者を含む）
- 障害者：障害者 1時間30分以内に完走できる男女
  - 車いす レース仕様車で60分以内に完走できる男女計25人
  - 視覚障害者 1時間30分以内に完走できる男女計50人
  - 知的障害者 1時間30分以内に完走できる男女計100人
  - 移植者 1時間30分以内に完走できる男女計50人

## 参加申込
一般参加者については下記の通り。エリートの部については別途。
- 方法：インターネット、または郵便振替
- 期間：2009年（平成21年）8月1日から8月31日まで
- 参加者の決定：定員を超えた場合は抽選を行う。

## 大会放送
テレビ中継については日本テレビほか読売新聞グループの各媒体で放映。同局での中継は2008年大会以来で、中継体勢も基本的に同年のフォーマットを継承（ただし、地上波では途中のNNNストレイトニュースが通常より5分短縮の10分間となった）。
なお、今回は開催時間中にチリ地震による大津波警報・津波警報が発表されたため、途中で緊急警報放送を放送したほか、全編にわたって津波情報とL字画面が表示され、地上アナログ放送では16：9レターボックスサイズで放送された。
テレビ（地上波）
- 日本テレビ系列「東京メトロスポーツスペシャル 東京マラソン2010」9:00-11:50（選考会の部・生中継）
- 日本テレビ（関東ローカル）「東京マラソン2010 市民ランナーもあの有名人もまだまだ激走中!!生放送SP」12:00-16:30（生放送）

衛星放送
- 日テレG+ (CS) 「とことん生放送!3万人の東京マラソン2010」9:00-16:30（生放送）
- BS日テレ (BS) 「東京マラソン2010ダイジェスト」21:00-24:00（録画放送）

ラジオ
- RFラジオ日本「ラジオ日本東京マラソン2010実況中継」8:45-11:50（選考会の部・生中継）
  - 「ラジオ日本日曜競馬実況中継」はマラソン終了後からの放送で、中山競馬前半の一部レースはマラソン中に払い戻し結果のみを放送。

## 優勝者
| 部門         | 氏名                         | 国籍・所属  | 記録          | 備考         |
| ------------ | ---------------------------- | ----------- | ------------- | ------------ |
| マラソン男子 | 藤原正和                     | 日本・Honda | 2時間12分19秒 | 日本人初優勝 |
| マラソン女子 | アレフティナ・ビクティミロワ | ロシア      | 2時間34分39秒 |              |

## 東京マラソンEXPO 2010概要
| 開催日時                      | 会場             |
| ----------------------------- | ---------------- |
| 2010年2月25日-27日 10時〜20時 | 東京ビッグサイト |

- 会場への入場は19時30分まで。

## 特筆的な出来事
- 藤原正和は3度目のマラソンで初優勝。2着は藤原新で同姓ランナーのワンツーフィニッシュとなった。3着は佐藤敦之、一般参加で川内優輝が4着に入った[3]。
- 前日に起こったチリ地震による津波の日本への到達予想時間がレース開催時間と重なり、ゴール周辺の東京湾岸にも津波警報が発表されたことから、レースの開催が懸念されたが、実行委員会は津波の予想高さとゴール周辺の海抜を勘案してレースを決行[4]。この判断に対して中井洽防災担当大臣が3月2日の記者会見で「警報を出しても意味がないということになると、次回の警報が信用されなくなる」と、実行委員会の判断が津波警報の信用性を損ねかねないとの懸念を示した[4]。これに対し、石原慎太郎東京都知事は「大臣がああいうばかなこと言わない方がいい。東京が十全な努力で判断をしてやってるんだ」と反論している[5]。なお、この津波警報の影響もあり、当日東京湾周辺でマラソン応援者を搬送する予定だった屋形船が全便欠航となっている[6]。